# 长果双盖蕨
长果双盖蕨（学名：Diplazium calogrammum）也称长果短肠蕨，为蹄盖蕨科双盖蕨属下的一个种。